# NGC 4923
NGC 4923 (również PGC 44903) – galaktyka eliptyczna (E/SB0), znajdująca się w gwiazdozbiorze Warkocza Bereniki. Odkrył ją William Herschel 11 kwietnia 1785 roku.